# Vavatenina (district)
Vavatenina is een district van Madagaskar in de regio Analanjirofo. Het district telt 164.133 inwoners (2011) en heeft een oppervlakte van 2.826 km², verdeeld over 10 gemeentes. De hoofdplaats is Vavatenina.